# 江川昇
江川 昇（えがわ のぼる、1909年（明治42年）3月25日 - 2013年（平成25年）1月20日）は、日本の政治家。金沢市長を3期12年務めた。

## 経歴
石川県金沢市出身、石川県農学校（現・石川県立翠星高等学校）卒業後石川県庁に入庁。金沢市助役を15年務めた後、1978年12月1日、岡良一の病気辞任に伴う金沢市長選挙に当時の主要全政党（自民・社会・公明・民社・共産・新自由クラブ・社民連）の推薦を受けて立候補、無投票で初当選。1982年11月21日、自民・社会・公明・民社の推薦、共産の支持を受け、再選を果たす。1986年11月16日、自民・社会・公明・民社の推薦を受け、共産推薦候補を破り三選。1990年8月14日、3期限りで引退することを表明した。1992年5月7日、金沢市名誉市民を受章する。2013年1月20日、老衰のため死去、満103歳没。死没日をもって従七位から従五位に叙される。
市長在任中は、金沢市文化ホールや金沢卯辰山工芸工房の建設、香林坊地区の再開発等を行った。